# Диаби, Абдулай (футболист, 1991)
Абдулай Диаби (фр. Abdoulay Diaby; род. 21 мая 1991, Нантер) — французский и малийский футболист, нападающий турецкого клуба «Пендикспор» и сборной Мали.

## Клубная карьера
Абдулай — воспитанник клуба Седан. 4 мая 2010 года в матче против «Дижона» он дебютировал в Лиге 2. 11 марта 2011 года в поединке против «Истра» Диаби забил свой первый гол за Седан. Летом 2013 года он перешёл в «Лилль», но для получения игровой практики был сразу же отдан в аренду в бельгийский «Мускрон-Перювельз». 10 августа в матче против «Уйат Стар» Абдулай дебютировал во втором бельгийском дивизионе. 4 сентября в поединке против «Эйндрахт Альтс» Диаби забил свой первый гол за новый клуб. По итогам сезона он помог команде выйти в элиту. 27 июля 2014 года в матче против «Андерлехта» Абдулай дебютировал в Жюпиле лиге. 2 августа в поединке против «Васланд-Беверен» Диаби забил свой первый гол в высшем бельгийском дивизионе. По итогам сезона он с 12 мячами стал лучшим бомбардиром клуба и вошёл в 10 лучших снайперов чемпионата. В начале 2015 года «Лилль» вернул Абдулая из аренды. 28 февраля в поединке против марсельского «Олимпика» Диаби дебютировал в Лиге 1, заменив в конце второго тайма Дивока Ориджи.
Летом того же года Абдулай перешёл в «Брюгге». 24 июля в матче против «Сент-Трюйдена» он дебютировал за новый клуб. 1 августа в поединке против «Мехелена» Диаби забил свой первый гол за «Брюгге», реализовав пенальти. 30 августа в матче против льежского «Стандарда» он сделал «покер». В своём дебютном сезоне Диаби стал чемпионом страны. В 2018 году он во второй раз выиграл чемпионат Бельгии.
Летом 2018 года Диаби перешёл в лиссабонский «Спортинг», подписав контракт на пять лет. Сумма трансфера составила 5 млн евро. 24 сентября в матче против «Браги» он дебютировал в Сангриш лиге. 24 ноября в поединке Кубка Португалии против «Лушитано» Абдулай забил свой первый гол за «Спортинг». 29 ноября в матче Лиги Европы против азербайджанского «Карабаха» он сделал «дубль». Летом 2019 года Диаби на правах аренды перешёл в турецкий «Бешикташ». 14 сентября в матче против «Газиантепа» он дебютировал в турецкой Суперлиге. 6 октября в поединке против «Аланьяспора» Абдулай забил свой первый гол за «Бешикташ». В 2020 году Диаби был арендован испанским «Хетафе». 1 ноября в матче против «Валенсии» он дебютировал в Ла Лиге. В начале 2021 года Диаби вернулся в Бельгию, присоединившись в «Андерлехту» на правах аренды. 22 января в матче против «Васланд-Беверен» он дебютировал за новую команду. 21 марта в поединке против «Зюлте-Варегем» Адбулай забил свой первый гол за «Андерлехт».
Летом 2021 года Даиби перешёл в арабский «Аль-Джазира». В матче против дубайского «Ан-Насра» он дебютировал в арабской Про лиге. 28 октября в поединке против «Бани Яс» Абдулай забил свой первый гол за «Аль-Джазира». В начале 2023 года Диаби перешёл в «Аль-Иттихад». 28 января в матче против «Аль-Батеха» он дебютировал за новую команду.

## Международная карьера
11 октября 2014 года в отборочном матче Кубка Африки против сборной Эфиопии Диаби дебютировал за сборную Мали. В этом же поединке он забил свой первый гол за национальную команду.
В 2015 году Абдулай попал в заявку на Кубок Африки в Экваториальной Гвинее. На турнире он принял участие в поединке против Гвинеи.
Летом 2019 года Даиби во второй раз принял участие в Кубке африканских наций в Египте. На турнире он сыграл в матчах против сборных Мавритании, Туниса и Кот-д’Ивуара. В поединке против мавританцев Абдулай забил гол.

### Голы за сборную Мали
| #   | Дата            | Место                             | Противник   | Счёт | Результат | Соревнование                              |
| --- | --------------- | --------------------------------- | ----------- | ---- | --------- | ----------------------------------------- |
| 01. | 11 октября 2014 | Аддис-Абеба, Аддис-Абеба, Эфиопия | Эфиопия     | 0:1  | 0:2       | Кубок африканских наций 2015 квалификация |
| 02. | 6 сентября 2015 | Ламити, Котону, Бенин             | Бенин       | 0:1  | 1:1       | Кубок африканских наций 2017 квалификация |
| 03. | 4 июня 2016     | Джуба, Джуба, Южный Судан         | Южный Судан | 0:1  | 0:3       | Кубок африканских наций 2017 квалификация |
| 04. | 4 сентября 2016 | 26 марта, Бамако, Мали            | Бенин       | 2:0  | 5:2       | Кубок африканских наций 2017 квалификация |
| 05. | 23 марта 2018   | Морис Дюфран, Льеж, Бельгия       | Япония      | 0:1  | 1:1       | Товарищеский матч                         |
| 06. | 16 июня 2019    | Джассим бин Хамад, Доха, Катар    | Алжир       | 1:0  | 2:3       | Товарищеский матч                         |
| 07. | 24 июня 2019    | Суэц, Суэц, Египет                | Мавритания  | 1:0  | 4:1       | Кубок Африки 2019                         |

## Достижения
Командные
«Брюгге»
- Чемпион Бельгии (2): 2015/16, 2017/18
- Обладатель Суперкубка Бельгии: 2016

«Спортинг»
- Обладатель Кубка Португалии: 2018/19
- Обладатель Кубка португальской лиги: 2018/19